# Параку
Параку (фр. Parakou) — город в Бенине. Административный центр департамента Боргу. Расположен на востоке центральной части страны, на высоте 324 м над уровнем моря.

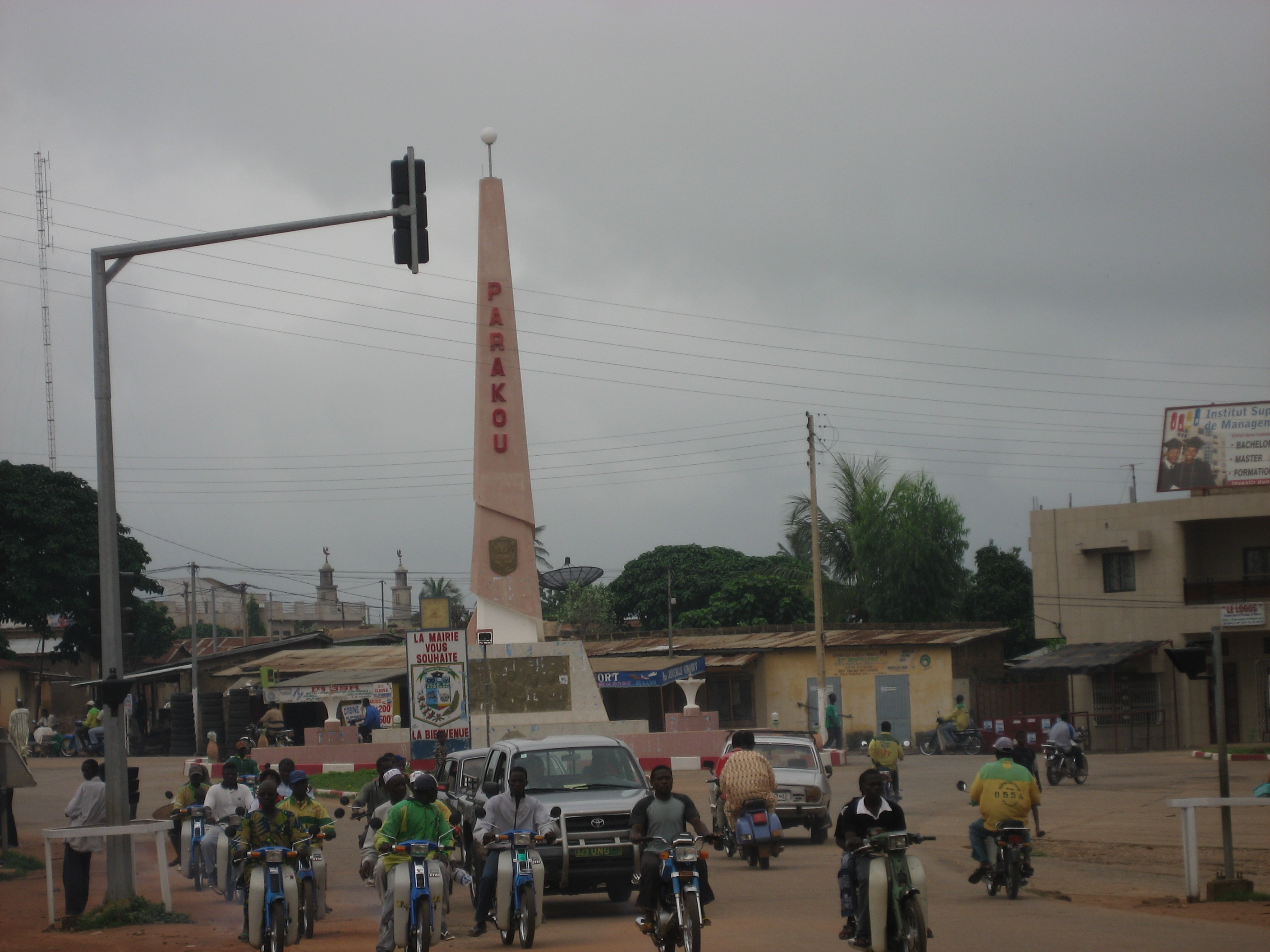
Центр Параку

Население города по оценочным данным на 2012 год составляет 206 667 человек; по данным переписи 2002 года оно насчитывало 148 451 человек, что делает Параку четвёртым крупнейшим городом Бенина. Наибольшей по численности жителей (1/3 часть) является этническая группа бариба, народы фон, денди и йоруба вместе составляют до 50 % населения. Около половины всех жителей исповедуют ислам, 1/3 — христианство.
Окрестности Параку являются важным сельскохозяйственным районом, производящим арахис, хлопок и просо (пивоварение).
В феврале 1993 года Параку посетил с визитом папа Иоанн Павел II, где встречался также и с местным мусульманским духовенством. В октябре 1997 года было здесь создано католическое епископство Параку.

## Транспорт
Параку связан с Котону железнодорожной линией; имеются планы по продлению данной дороги до города Досо на юго-западе Нигера. Город лежит на стратегическом шоссе, соединяющем Гвинейский залив с Нигером, а также столицу страны Котону — с внутренними регионами. Имеется аэропорт Параку.

## Известные уроженцы
- Кутуку Юбер Мага — бенинский политик, первый президент Республики Дагомея